# Сфагнум
Сфагнум (торфовик, сфагн, сфагновий торф'яний мох, білий мох) — рід сфагнових, або торф'яних (білих), мохів (Sphagnidae), який включає 320 видів. Близько 30 видів ростуть на мохових болотах Полісся, місцями в Лісостепу та Карпатах.
Багаторічний одно- і дводомний болотний мох. Сфагнові мохи утворюють суцільний, хиткий, товстий, м'який, пухкий килим (дерновину) від світло-зелених до бурих або червонуватих відтінків. Ризоїдів не має. Прямостояче (висотою 10—20 см) м'яке стебло з пучковидно розташованими гілками і одношарові листя містять велику кількість мертвих водоносних (гіалінових) клітин з порами, легко всмоктують воду, що обумовлює високу вологоємність сфагнума і сприяє швидкому розвитку верхових боліт в місцях, де з'являються ці мохи. Листя без жилки, складаються з гіалінових і хлорофілоносних клітин.

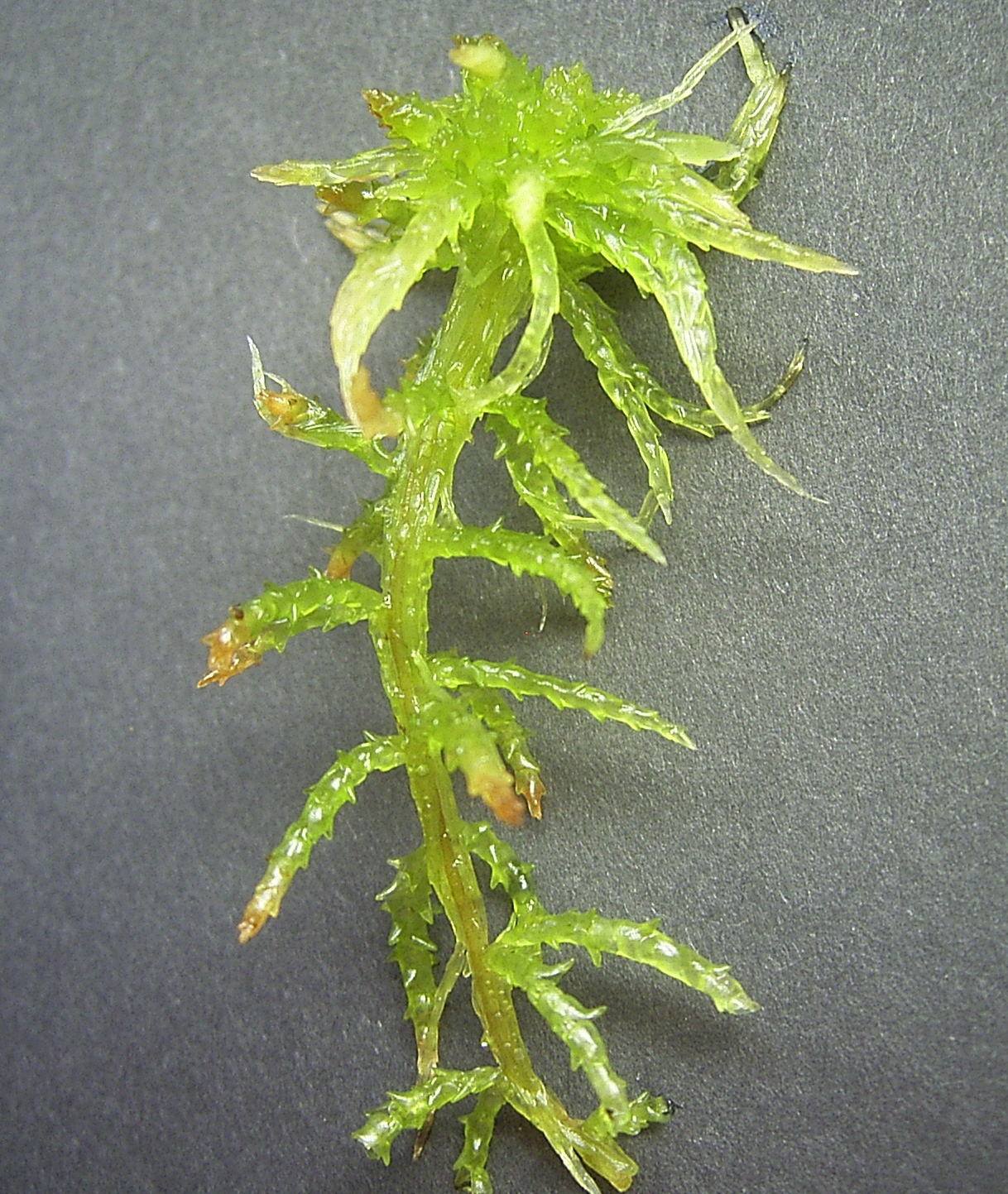
гаметофіт сфагнума

Стебла сфагнуму щорічно в нижній частині відмирають (зростання стебла продовжують верхівкові гілки), утворюючи торф. Велику роль відіграють сфагнові мохи у формуванні та житті боліт. Процес торфоутворення відбувається завдяки застійному перезволоженню, відсутності кисню і створенню мохами кислого середовища. Ці умови виявляються несприятливими для процесів гниття, що перешкоджає розкладанню сфагнуму. 
Відомо бл. 350 видів сфагнуму, 320 розповсюджені широко. Поступове відмирання нижніх стеблин С. приводить до утворення торфу.

## Етимологія
Назва роду походить від грец. «сфагнус».

## Будова
Гаметофіт являє собою відносно велику рослину білувато-зеленого, бурого або червоного кольору, м'яку на дотик.

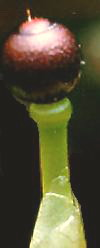
спорогон сфагнума

Стебла прямостоячі з численними пучками бічних гілочок, які з'єднують сусідні стебла у більш-менш щільні дерновинки або подушечки. На верхівці стебла гілочки зібрані у головку. Стебло росте верхівкою й поступово відмирає знизу. Будова його нескладна. Зовні воно вкрите безбарвною шкіркою (гіалодермою), клітини якої виконують водозапасну функцію. Вони великі, мертві, стінки їх мають круглі отвори, якими сусідні клітини сполучаються між собою та із зовнішнім середовищем. Під гіалодермою міститься склеродерма, що виконує механічну функцію. Серцевина містить тонкостінні паренхімні клітини, що виконують провідну та запасаючу функції. Доросла рослина ризоїдів не має.
Листки сфагнума складаються з двох типів клітин — вузьких живих хлорофілоносних та широких мертвих водоносних (гіалінових) клітин. Через пори гіалінових клітин листків та стебла, вода легко передається від однієї частини рослини до іншої. Це пояснює чудову здатність сфагнума швидко й у великій кількості вбирати воду. При випаровувані води гіалінові клітини заповнюються повітрям, тому сухі рослини набувають білуватого відтінку. Мікроскопічні особливості будови листків мають важливе значення для визначення видів сфагнума.

## Поширення
Поширений переважно в тундровій і лісовій зонах Північної півкулі; в Південній півкулі зустрічаються високо в горах, рідше на рівнинах помірного пояса.

## Розмноження та цикл розвитку

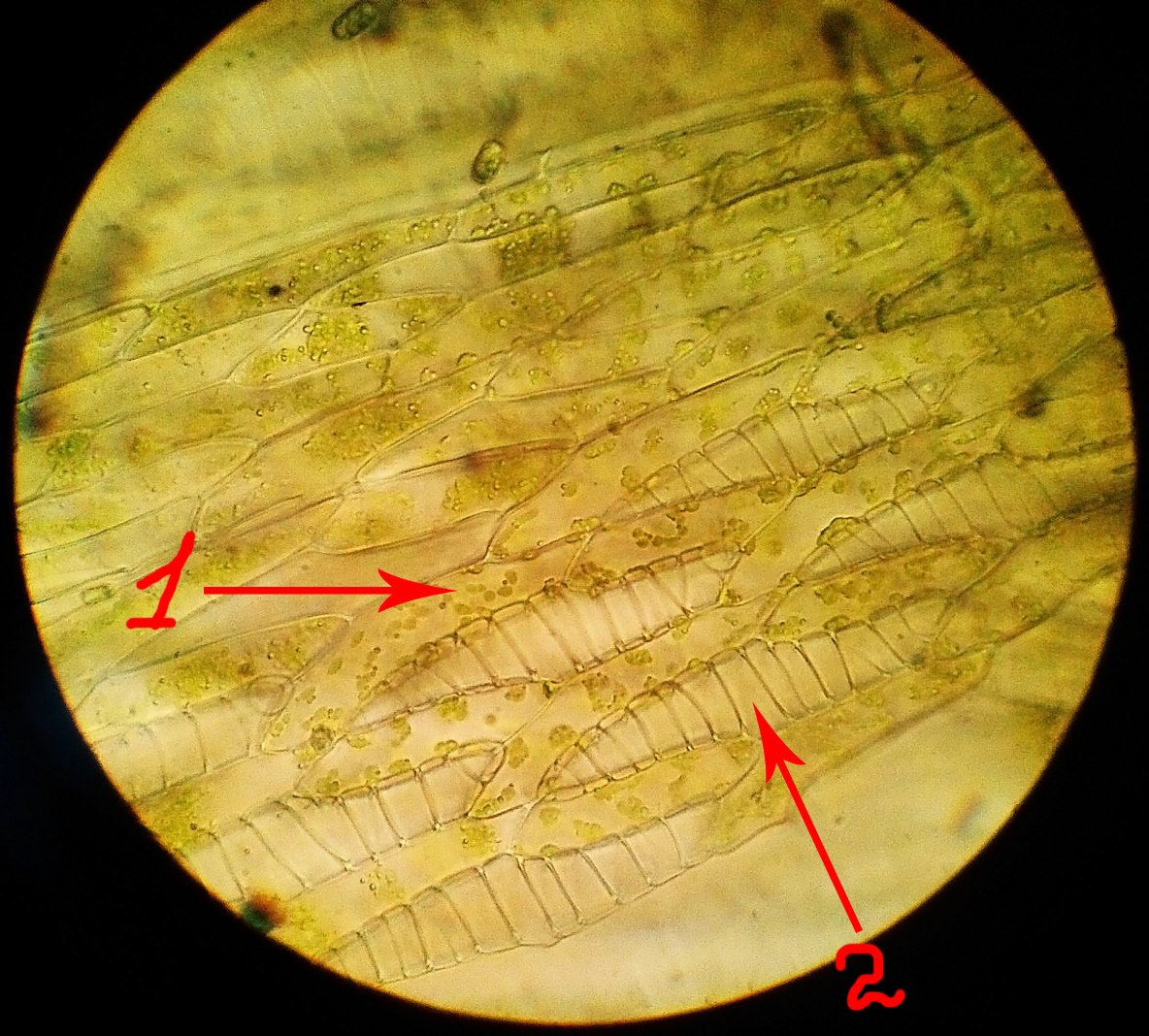
Філлідій сфагнума

Утворює спори в липні і серпні. Розмножується спорами і відприсками.

## Екологічна приуроченість
Сфагнові мохи ростуть великими масивами, покриваючи поверхню ґрунту на торф'яних болотах, у заболочених лісах і на вогких луках.

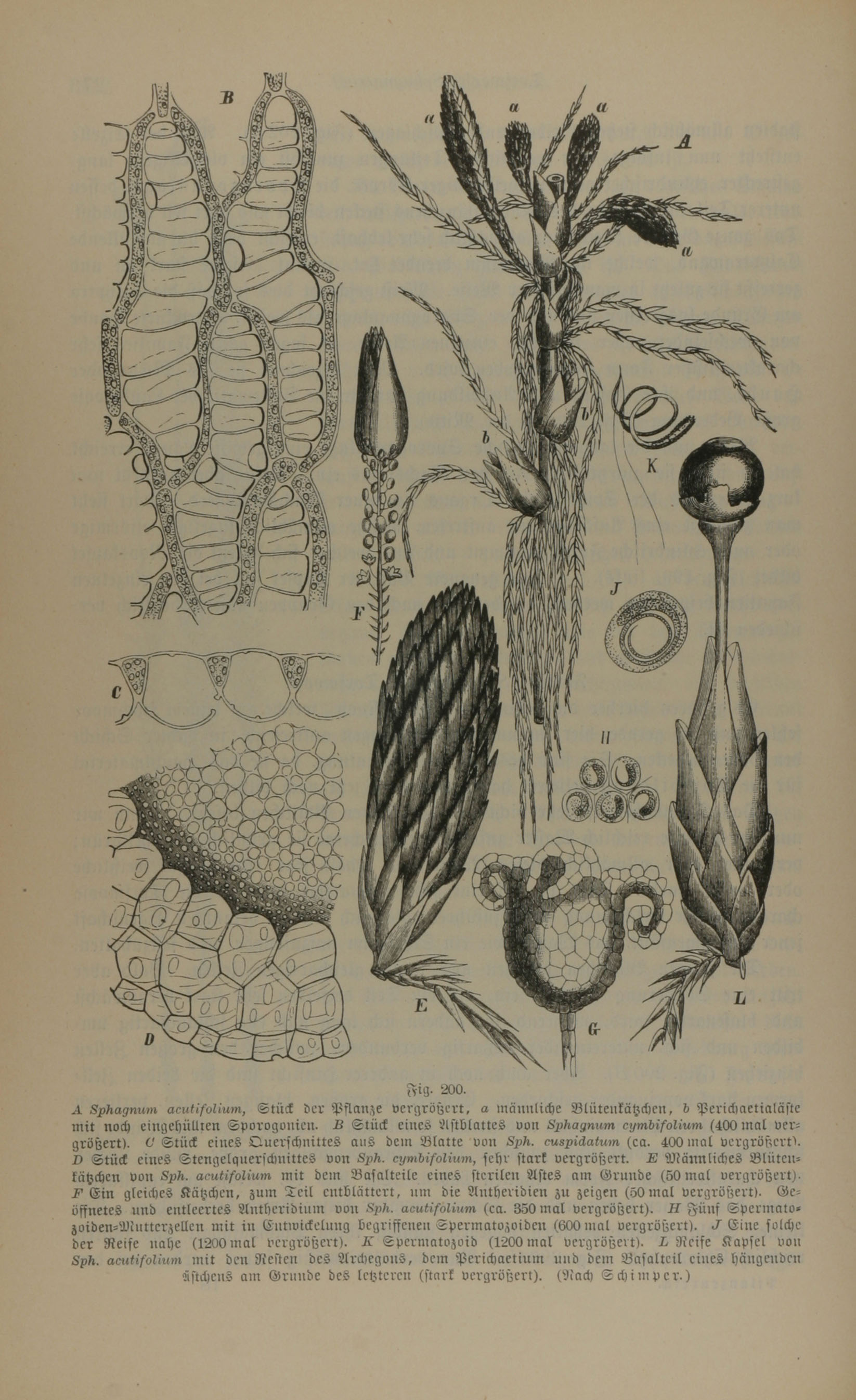
Таблиця з книги E. Gilg and K. Schumann, «Das Pflanzenreich. Hausschatz des Wissens.», де показані деталі внутрішньої будови, гаметофор та спорогон сфагнума

## Практичне значення

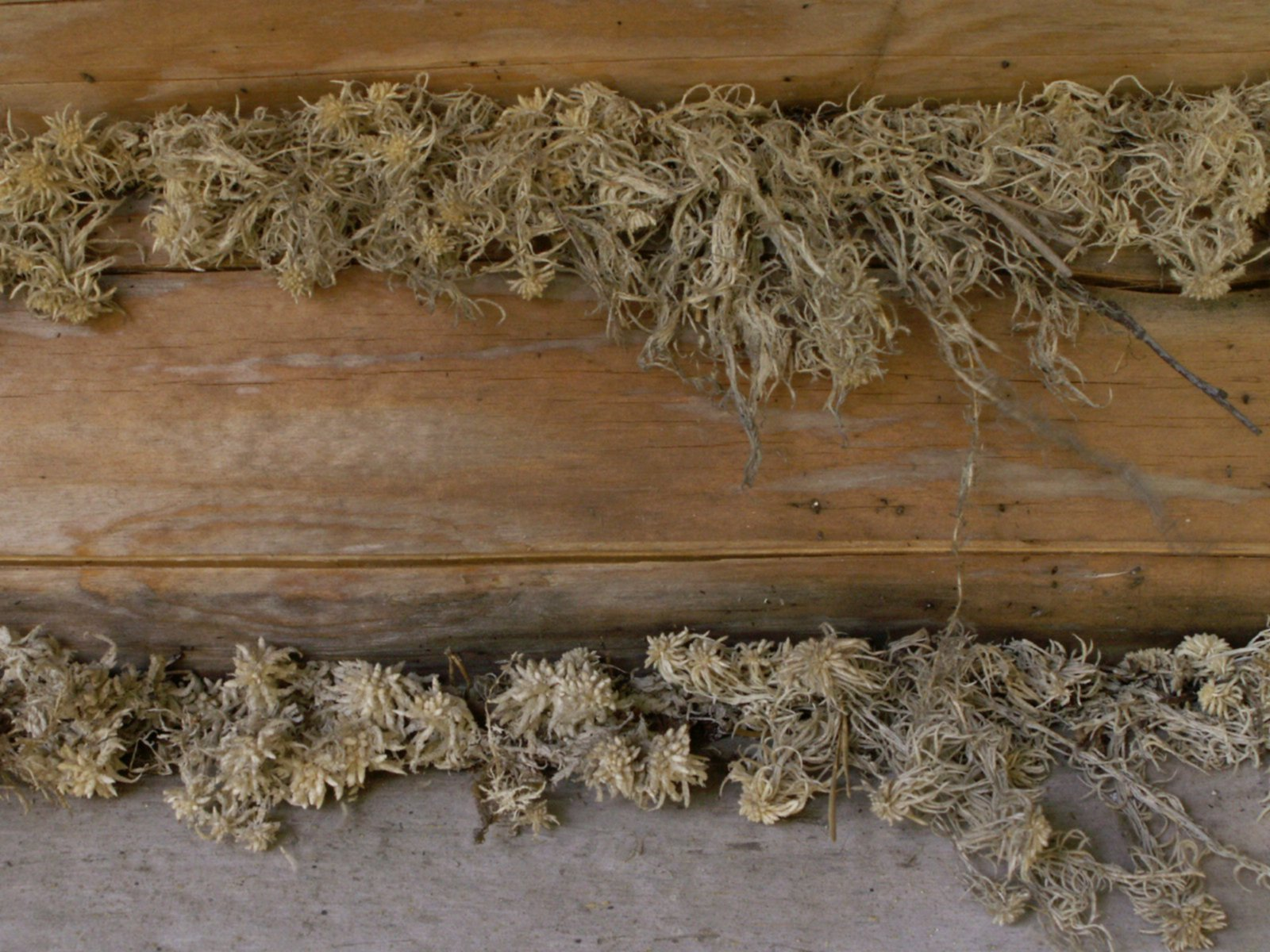
Приклад застосування сфагнуму як ізоляційного матеріалу в сауні

Зі сфагнума утворюється високоякісний торф, який використовують як підстилку для худоби, на паливо і для виготовлення теплоізоляційних плит.
Сфагнум містить клітковину, білкові речовини, мінеральні солі і фенолоподібну речовину сфагнол, яка має ранозагоюючу властивість, і використовується в медицині як гігроскопічний і перев'язувальний матеріал (замість вати). Як перев'язувальний матеріал сфагнум був відомий ще у XI сторіччі, але наукову оцінку отримав лише нещодавно в зв'язку з виявленням його бактерицидних властивостей. Вбираюча здатність сфагнуму, пов'язана з особливою будовою його листя, майже в 4 рази вища за гігроскопічність вати: сухий мох вбирає на 1 частину моху близько 20 частин води.
Бактерицидні і гігроскопічні властивості моху роблять його незамінним при сильних кровотечах і гнійних ранах. Перед застосуванням сфагнум стерилізують, але відомі й випадки екстреного використання без стерилізації. Класти сфагнум безпосередньо на рану не слід, його треба обшити або обернути марлею. Також застосовується він як перев'язувальний матеріал у марлевих подушечках, зволожених фізіологічним розчином та розчином борної кислоти. Попередньо цей матеріал стерилізують.
Екстракти сфагнових мохів, що містять сфагнол, застосовують при кишкових захворюваннях, а ванни — для лікування ревматизму. Раніше часто застосовували сфагновий мох як дезинфікуючий засіб при епідеміях — холери і чуми, а також для зупинки кровотечі. Сфагнол пригнічує ріст і життєдіяльність таких мікроорганізмів, як кишкова паличка, холерний вібріон, золотистий стафілокок, сальмонела та ін.
Через малу теплопровідність вживається в будівельній справі як ізоляційний матеріал у вигляді пластинок, порошку, виготовленого з цього торфу; також дезодоруючий засіб. Сфагнум також застосовується в квітникарстві — як наповнювач при складанні земляних сумішей — завдяки своїй гігроскопічності, сприяє рівномірному зволоженню землі, а завдяки сфагнолу має бактерицидну властивість і перешкоджає загниванню коренів.

### Заготівля
Заготовляють сфагнум влітку, сушать на повітрі. Відібраний і заготовлений свіжий вологий мох укладається на сітчасті лотки, де сонце і вітер видаляють 80% вологи. У печі сфагнум сушиться при температурі 50—60°. Ступінь просушування визначається на око за побілінням зелених частин.
Мох сфагнум можна сушити на сонці і класти на дах навісу; добре сушити на горищі з відкритими вікнами, під залізним дахом.

## ВнесокДмитра Зеровау вивчення сфагнових мохів
Сфагнові мохи досліджував академік АН УРСР Дмитро Зеров. У 1921–1923 роках він здійснив низку екскурсій в околиці Києва, зібрав велику колекцію зразків сфагнових мохів, проводив докладні спостереження за екологією сфагнумів, опрацював зразки інших колекторів. Результатом цієї роботи стала стаття «Торфові мохи (Sphagnales) околиць м. Києва» (1924).

## Систематика
У роді налічують 320 видів. Перелік деяких видів:
Sphagnum affine

Sphagnum apiculatum

Sphagnum auriculatum

Sphagnum balticum

Сфагнум гостролистий (Sphagnum capillifolium)

Sphagnum compactum

Sphagnum cuspidatum

Sphagnum cymbifolium

Sphagnum fallax

Sphagnum fuscum

Sphagnum girgensohnii

Sphagnum magellanicum

Sphagnum majus

Sphagnum molle

Sphagnum novo-caledoniae

Сфагнум болотний (Sphagnum palustre)

Sphagnum papillosum

Sphagnum platyphyllum

Sphagnum riparium

Sphagnum rubellum

Sphagnum russowii

Sphagnum squarrosum

Sphagnum subnitens

Sphagnum subsecundum

Sphagnum warnstorfii

## Галерея

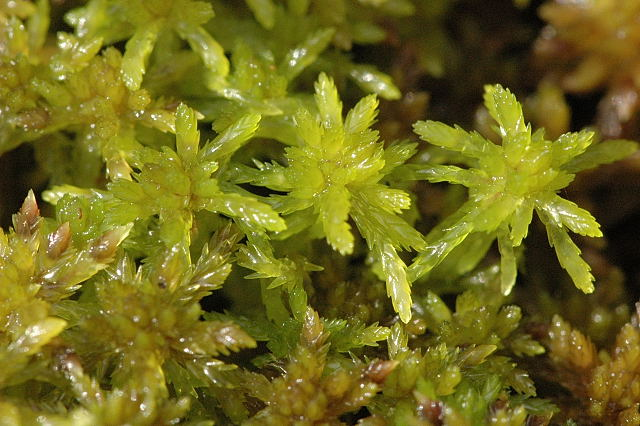
Sphagnum flexuosum
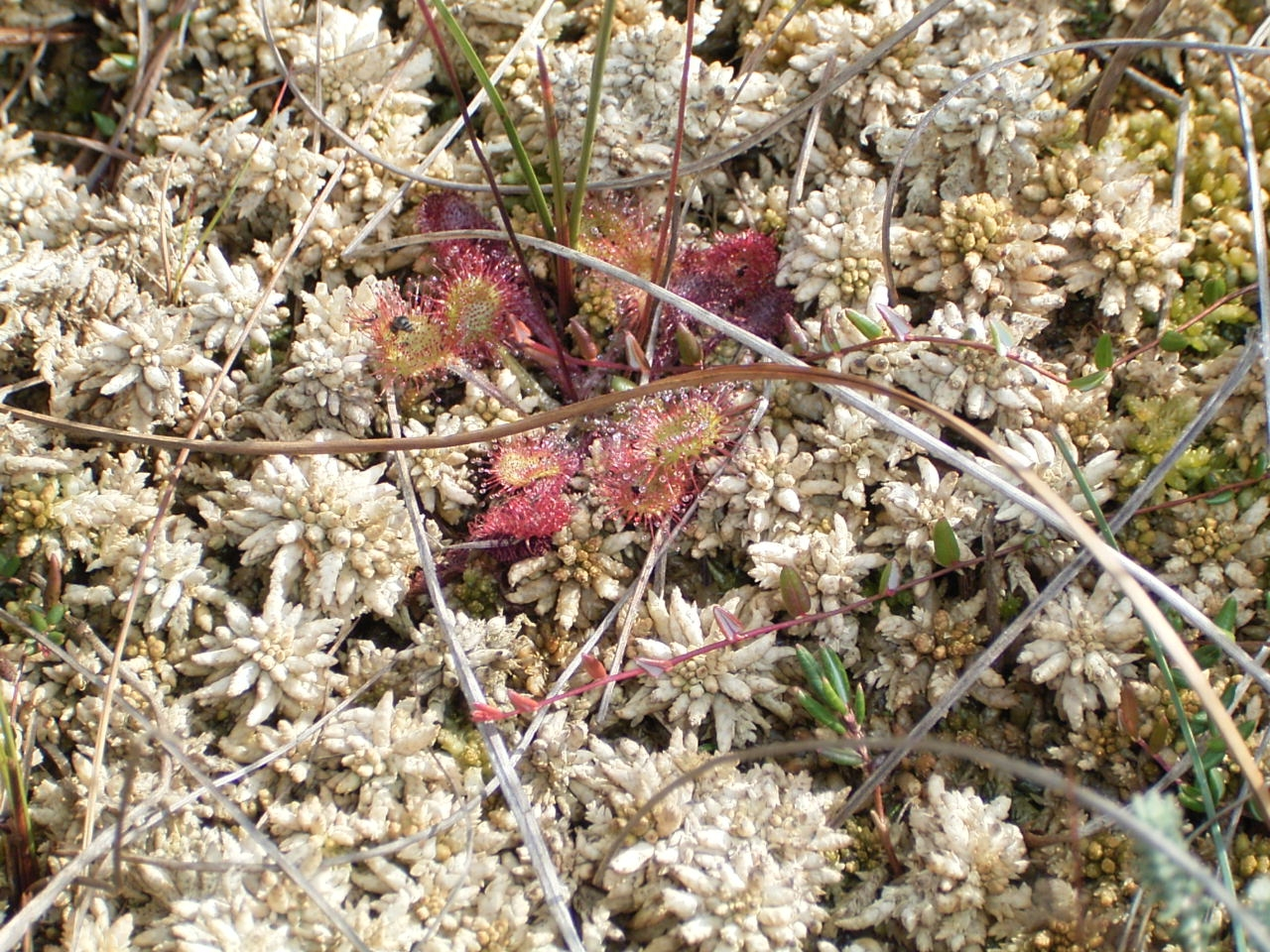
Дрозера круглолиста на сфагновій подушці
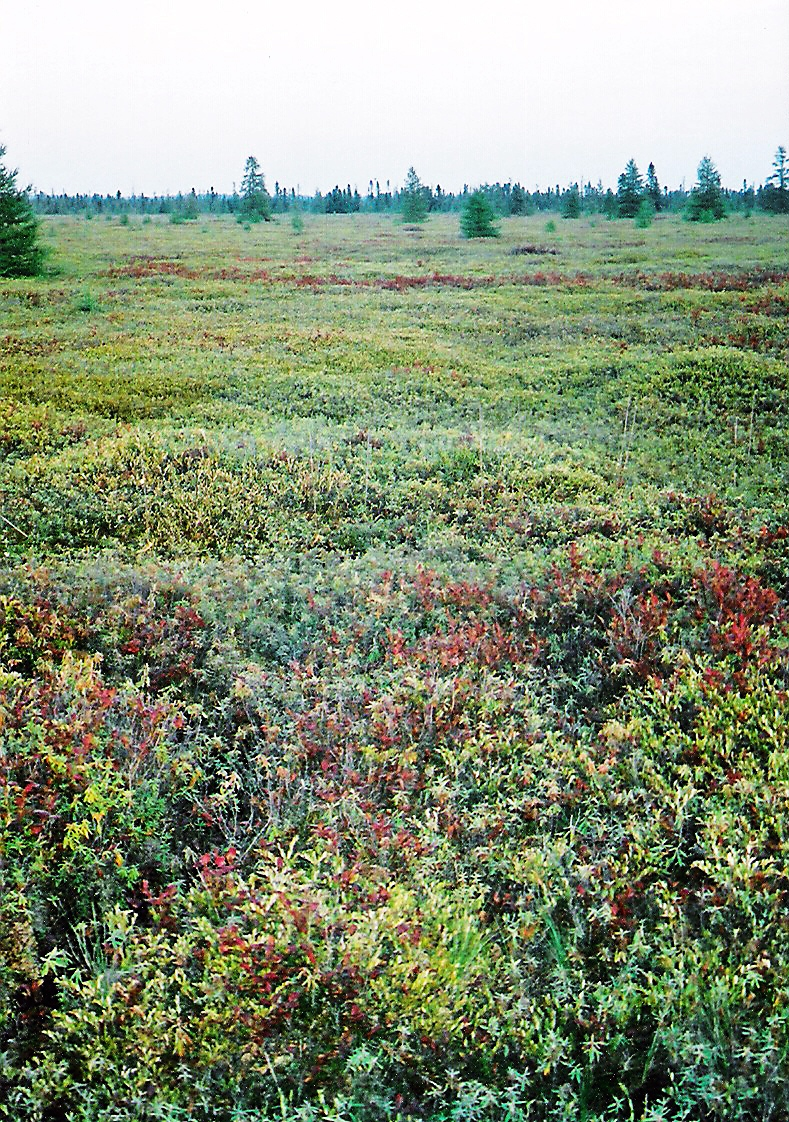
Сфагнові болота в Заповіднику «Mer Bleue Conservation Area» біля Оттави, Онтаріо, Канада.
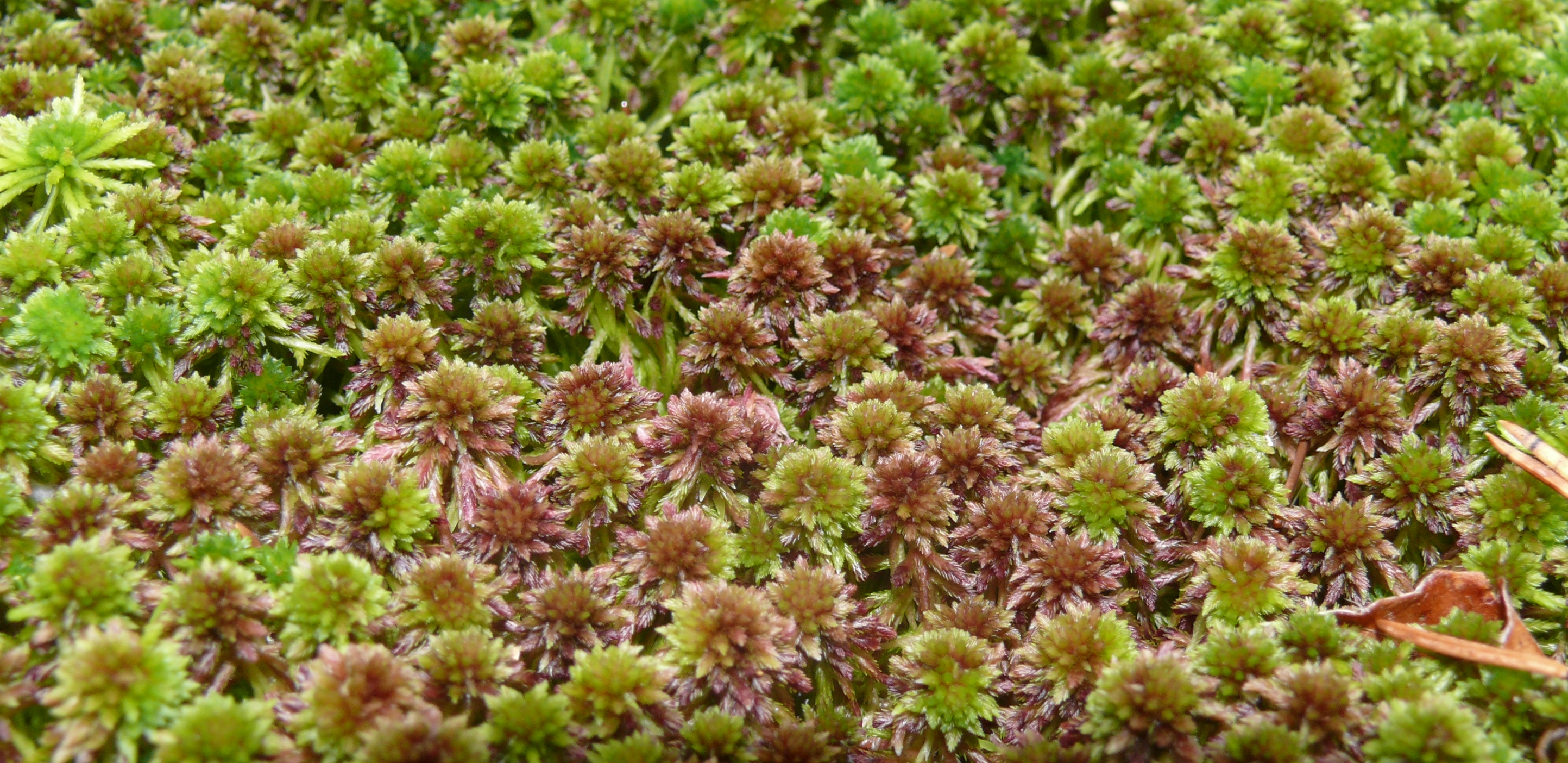
Sphagnum capillifolium (Ehrh.) Hedw.